# Monte Gavilán
Der Monte Gavilán (in Argentinien Monte Biedma) ist ein Berg an der Nordenskjöld-Küste des Grahamlands im Norden der Antarktischen Halbinsel. Er ragt 12 km nordnordöstlich des Mount Brading und etwa 14 km nördlich des nördlichen Ausläufers des Larsen Inlet auf.
Chilenische Wissenschaftler benannten ihn nach Daniel Gavilán Garrido von der Fuerza Aérea de Chile, der zur Besatzung der Angamos bei der 1. Chilenischen Antarktisexpedition (1946–1947) gehört hatte. Der Hintergrund der argentinischen Benennung ist nicht überliefert.